# کیوب انترتینمنت
کیوب اینترتینمنت (انگلیسی: Cube Entertainment) شرکت سرگرمی کره‌ای است، که در سال ۲۰۰۶ تأسیس شد.